# HKTA Tang Hin Memorial Secondary School
De HKTA Tang Hin Memorial Secondary School is een taoïstische middelbare school die gesticht is door Hong Kong Taoist Association/香港道教聯合會. De school werd in 1982 opgericht en ligt in Sheung Shui, New Territories, Hongkong. De school heeft het Engels als doceervoertaal. Tijdens de eindexamens wordt op deze school jaarlijks een hoge slagingspercentage. De huidige schooldirecteur is Wong Shun-Tak/黃信德.
De scholierenvereniging werd in 1992 opgericht. In 1997 werd voor het eerst de ouders-en-lerarenbijeenkomst georganiseerd.